# انقلاب آمریکا (فیلم)
انقلاب آمریکا (انگلیسی: The American Revolution) یک فیلم است.